# Réservoirs de Passy
Réservoirs de Passy (tj. nádrže Passy) je skupina vodních nádrží na užitkovou vodu v Paříži, které se nacházejí 55 m nad hladinou Seiny na kopci Chaillot v 16. obvod, mezi rue Copernic, rue Lauriston, rue Paul-Valéry a rue Georges-Ville.

## Historie
Nádrž, která se nacházela na místě dnešního Place des États-Unis, byla zásobována od roku 1781 a v průběhu 19. století parním čerpadlem Chaillot, které čerpalo vodu ze Seiny poblíž současné rue des Frères-Périer, po proudu Paříže a poblíž vtoku potoka Ménilmontant, takže nabíralo i odpadní vodu z města.
Za Druhého císařství inženýr Eugène Belgrand, prohlásil vodu z tohoto čerpadla za nevhodnou ke spotřebě a navrhl oddělit sítě pitné a užitkové vody. K definitivnímu nahrazení čerpadla Chaillot čerpadlem Auteuil po proudu řeky došlo až v roce 1900. Čerpadlo Auteuil bylo postaveno v roce 1828, aby zásobovalo obce Auteuil a Passy. Tato pumpa byla nakonec přestavěna, aby zásobovala nové nádrže na kopci Chaillot.
Stavba těchto nádrží trvala od roku 1858 do roku 1866. Tyto nádrže, původně tvořené dvěma otevřenými nádržemi, doplněnými v roce 1898 o třetí a tři podzemní nádrže, s celkovou kapacitou užitkové vody 56 000 m3, jsou nyní využívány k zásobování jezer a vodopádů v Bois de Boulogne a Bois de Vincennes, zalévání parků a zahrada v Paříži a k čištění ulic.

## Renovace
Po roce 2010 byly dvě ze čtyř nevyužívaných nádrží, předloženy do soutěže „objevení Paříže“, což je výzva k předkládání urbanistických projektů města Paříže na přeměnu pařížského podzemí.
První nádrž Villejust s plochou cca 3000 m2, je tvořena dvěma nad sebou ležícími částmi zakrytými zatravněnou deskou. Nosná konstrukce uspořádaná do klenutých oddílů zabírá cca 17 000 m3, přičemž výšky dosahují až 6 m pod klenbou. Druhá nádrž, nazývaná „požární rezerva“, je jednoúrovňová o ploše 1000 m2 a objemu cca 3900 m3.